# 토마스 콘웨이

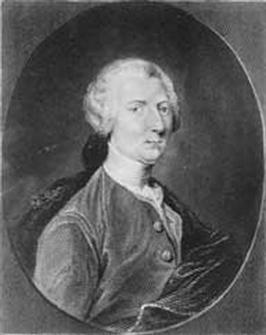
토마스 콘웨이 (1735–1800)

토마스 콘웨이(Thomas Conway, 1735년 2월 27일 – 1800년경)는 미국 독립 전쟁 동안 미국 대륙육군에서 소장으로 복무한 군인이다. 호레이쇼 게이츠와 연계된 혐의를 받은 콘웨이 카발과 연루되었다. 이후 프랑스 혁명 전쟁에서는 에미그레 군에서 복무하였다.

## 어린 시절
콘웨이는 아버지 제임스 콘웨이와 어머니 줄리엔 콘웨이 사이에서 태어났다. 어렸을 때, 그는 부모님과 함께 프랑스로 이민을 갔다. 14세의 나이에 프랑스군 아일랜드 여단에 입대하였고, 빠르게 승진을 거듭해 1772년에는 대령이 되었다.

## 미국 독립전쟁
미국 독립 전쟁의 발발에 따라, 그는 1777년 미국 반란군으로 복무하겠다고 대륙회의에 자원했다. 사일러스 딘의 소개에 근거해서, 대륙의회는 그를 5월 13일 그를 여단장으로 임명하여, 조지 워싱턴에게 파병보냈다.